# خنفساء عمود الهاتف
خنفساء عَمُود الهاتف (الاسم العلمي: Micromalthus debilis)، هي خنفساء موطنها الأصلي شرق الولايات المتحدة، والممثل الحي الوحيد لفصيلة خنافس عمود الهاتف (Micromalthidae) المنقرضة وتعرف بعكس ذلك (i.e., a "حفرية حية").